# Румунська Суперліга 2025—2026
Румунська Суперліга 2025—2026 — 108-й сезон чемпіонату Румунії з футболу.

## Зміни порівняно з попереднім сезоном
| ▲ до Суперліги                | ▼ з Суперліги                     |
| ----------------------------- | --------------------------------- |
| Арджеш Чиксереда Металоглобус | Сепсі Глорія КСМ Політехніка Ясси |

## Формат змагань
На першому етапі сезону 16 команд зіграють у турнірі за коловою системою, де кожна команда зіграє з кожною двічі (по 30 матчів). На другому етапі ліга ділиться на дві групи, шість найкращих команд розіграють звання чемпіона та виявлять призерів і учасників єврокубків. Решта команд у втішному турнірі виявлять невдах турніру.

## Клуби
| ФКСБ              | КС Університатя | Університатя (Клуж-Напока) | ЧФР (Клуж-Напока)    |
| ----------------- | --- | --- | -------------------- |
| Арена Націонале   | Йон Облеменко | Клуж Арена | Константін Радулеску |
| Місткість: 55,634 | Місткість: 30,983 | Місткість: 30,201 | Місткість: 22,198    |
|                   | | |                      |
| Петролул          | Рапід | Оцелул | Германнштадт         |
| Іліє Оане         | Рапід Арена | Оцелул | Муніципальний        |
| Місткість: 15,073 | Місткість: 14,047 | Місткість: 13,500 | Місткість: 12,363    |
|                   | | |                      |
| Арджеш            | Бухарест Арджеш Чиксереда Петролул Германнштадт ЧФР · Університатя (Клуж-Напока) Фарул КС Університатя (Крайова) Ботошані УТА Оцелул Уніря Клуби з Бухаресту: · Рапід · ФКСБ · Динамо · Металоглобусclass=notpageimage\| Місцезнаходження клубів Ліги І 2025–26 | Бухарест Арджеш Чиксереда Петролул Германнштадт ЧФР · Університатя (Клуж-Напока) Фарул КС Університатя (Крайова) Ботошані УТА Оцелул Уніря Клуби з Бухаресту: · Рапід · ФКСБ · Динамо · Металоглобусclass=notpageimage\| Місцезнаходження клубів Ліги І 2025–26 | УТА                  |
| Ніколає Добрін    | Бухарест Арджеш Чиксереда Петролул Германнштадт ЧФР · Університатя (Клуж-Напока) Фарул КС Університатя (Крайова) Ботошані УТА Оцелул Уніря Клуби з Бухаресту: · Рапід · ФКСБ · Динамо · Металоглобусclass=notpageimage\| Місцезнаходження клубів Ліги І 2025–26 | Бухарест Арджеш Чиксереда Петролул Германнштадт ЧФР · Університатя (Клуж-Напока) Фарул КС Університатя (Крайова) Ботошані УТА Оцелул Уніря Клуби з Бухаресту: · Рапід · ФКСБ · Динамо · Металоглобусclass=notpageimage\| Місцезнаходження клубів Ліги І 2025–26 | Франциск фон Нойман  |
| Місткість: 15,000 | Бухарест Арджеш Чиксереда Петролул Германнштадт ЧФР · Університатя (Клуж-Напока) Фарул КС Університатя (Крайова) Ботошані УТА Оцелул Уніря Клуби з Бухаресту: · Рапід · ФКСБ · Динамо · Металоглобусclass=notpageimage\| Місцезнаходження клубів Ліги І 2025–26 | Бухарест Арджеш Чиксереда Петролул Германнштадт ЧФР · Університатя (Клуж-Напока) Фарул КС Університатя (Крайова) Ботошані УТА Оцелул Уніря Клуби з Бухаресту: · Рапід · ФКСБ · Динамо · Металоглобусclass=notpageimage\| Місцезнаходження клубів Ліги І 2025–26 | Місткість: 11,500    |
|                   | Бухарест Арджеш Чиксереда Петролул Германнштадт ЧФР · Університатя (Клуж-Напока) Фарул КС Університатя (Крайова) Ботошані УТА Оцелул Уніря Клуби з Бухаресту: · Рапід · ФКСБ · Динамо · Металоглобусclass=notpageimage\| Місцезнаходження клубів Ліги І 2025–26 | Бухарест Арджеш Чиксереда Петролул Германнштадт ЧФР · Університатя (Клуж-Напока) Фарул КС Університатя (Крайова) Ботошані УТА Оцелул Уніря Клуби з Бухаресту: · Рапід · ФКСБ · Динамо · Металоглобусclass=notpageimage\| Місцезнаходження клубів Ліги І 2025–26 |                      |
| Ботошані          | Бухарест Арджеш Чиксереда Петролул Германнштадт ЧФР · Університатя (Клуж-Напока) Фарул КС Університатя (Крайова) Ботошані УТА Оцелул Уніря Клуби з Бухаресту: · Рапід · ФКСБ · Динамо · Металоглобусclass=notpageimage\| Місцезнаходження клубів Ліги І 2025–26 | Бухарест Арджеш Чиксереда Петролул Германнштадт ЧФР · Університатя (Клуж-Напока) Фарул КС Університатя (Крайова) Ботошані УТА Оцелул Уніря Клуби з Бухаресту: · Рапід · ФКСБ · Динамо · Металоглобусclass=notpageimage\| Місцезнаходження клубів Ліги І 2025–26 | Чиксереда            |
| Муніципальний     | Бухарест Арджеш Чиксереда Петролул Германнштадт ЧФР · Університатя (Клуж-Напока) Фарул КС Університатя (Крайова) Ботошані УТА Оцелул Уніря Клуби з Бухаресту: · Рапід · ФКСБ · Динамо · Металоглобусclass=notpageimage\| Місцезнаходження клубів Ліги І 2025–26 | Бухарест Арджеш Чиксереда Петролул Германнштадт ЧФР · Університатя (Клуж-Напока) Фарул КС Університатя (Крайова) Ботошані УТА Оцелул Уніря Клуби з Бухаресту: · Рапід · ФКСБ · Динамо · Металоглобусclass=notpageimage\| Місцезнаходження клубів Ліги І 2025–26 | Муніципальний        |
| Місткість: 7,782  | Бухарест Арджеш Чиксереда Петролул Германнштадт ЧФР · Університатя (Клуж-Напока) Фарул КС Університатя (Крайова) Ботошані УТА Оцелул Уніря Клуби з Бухаресту: · Рапід · ФКСБ · Динамо · Металоглобусclass=notpageimage\| Місцезнаходження клубів Ліги І 2025–26 | Бухарест Арджеш Чиксереда Петролул Германнштадт ЧФР · Університатя (Клуж-Напока) Фарул КС Університатя (Крайова) Ботошані УТА Оцелул Уніря Клуби з Бухаресту: · Рапід · ФКСБ · Динамо · Металоглобусclass=notpageimage\| Місцезнаходження клубів Ліги І 2025–26 | Місткість: 4,000     |
|                   | Бухарест Арджеш Чиксереда Петролул Германнштадт ЧФР · Університатя (Клуж-Напока) Фарул КС Університатя (Крайова) Ботошані УТА Оцелул Уніря Клуби з Бухаресту: · Рапід · ФКСБ · Динамо · Металоглобусclass=notpageimage\| Місцезнаходження клубів Ліги І 2025–26 | Бухарест Арджеш Чиксереда Петролул Германнштадт ЧФР · Університатя (Клуж-Напока) Фарул КС Університатя (Крайова) Ботошані УТА Оцелул Уніря Клуби з Бухаресту: · Рапід · ФКСБ · Динамо · Металоглобусclass=notpageimage\| Місцезнаходження клубів Ліги І 2025–26 |                      |
| Динамо (Бухарест) | Металоглобус | Уніря | Фарул                |
| Аркул де Тріумф   | 1 травня | 1 травня | Віїторул             |
| Місткість: 8,207  | Місткість: 4,502 | Місткість: 4,502 | Місткість: 4,554     |
|                   | | |                      |

## Перший етап

### Таблиця
| Поз | Команда                    | І | В | Н | П | ГЗ | ГП | РГ  | О  | Кваліфікація       |
| --- | -------------------------- | - | - | - | - | -- | -- | --- | -- | ------------------ |
| 1   | КС Університатя            | 6 | 5 | 1 | 0 | 14 | 8  | +6  | 16 | Чемпіонський раунд |
| 2   | УТА                        | 6 | 3 | 3 | 0 | 10 | 7  | +3  | 12 | Чемпіонський раунд |
| 3   | Рапід (Бухарест)           | 6 | 3 | 3 | 0 | 10 | 5  | +5  | 12 | Чемпіонський раунд |
| 4   | Уніря (Слобозія)           | 6 | 3 | 1 | 2 | 10 | 8  | +2  | 10 | Чемпіонський раунд |
| 5   | Фарул                      | 6 | 3 | 1 | 2 | 9  | 8  | +1  | 10 | Чемпіонський раунд |
| 6   | Ботошані                   | 6 | 2 | 3 | 1 | 12 | 7  | +5  | 9  | Чемпіонський раунд |
| 7   | Університатя (Клуж-Напока) | 6 | 2 | 3 | 1 | 10 | 7  | +3  | 9  | Втішний раунд      |
| 8   | Динамо (Бухарест)          | 6 | 2 | 3 | 1 | 9  | 8  | +1  | 9  | Втішний раунд      |
| 9   | Арджеш                     | 6 | 3 | 0 | 3 | 9  | 9  | 0   | 9  | Втішний раунд      |
| 10  | Петролул                   | 6 | 1 | 3 | 2 | 6  | 5  | +1  | 6  | Втішний раунд      |
| 11  | Оцелул                     | 6 | 1 | 3 | 2 | 5  | 7  | −2  | 6  | Втішний раунд      |
| 12  | ЧФР (Клуж-Напока)          | 5 | 1 | 2 | 2 | 8  | 10 | −2  | 5  | Втішний раунд      |
| 13  | ФКСБ                       | 6 | 1 | 2 | 3 | 8  | 10 | −2  | 5  | Втішний раунд      |
| 14  | Германнштадт               | 6 | 0 | 4 | 2 | 6  | 8  | −2  | 4  | Втішний раунд      |
| 15  | Металоглобус               | 6 | 0 | 1 | 5 | 5  | 14 | −9  | 1  | Втішний раунд      |
| 16  | Чиксереда                  | 5 | 0 | 1 | 4 | 5  | 15 | −10 | 1  | Втішний раунд      |

### Результати матчів
| Команда                    | АРД | БОТ | ЧФР | ЧИК | ДИН | ФАР | ФКС | ФКГ | МЕТ | ОЦЕ | ПЕТ | РАП | УНІ | УКЖ | УКР | УТА |
| -------------------------- | --- | --- | --- | --- | --- | --- | --- | --- | --- | --- | --- | --- | --- | --- | --- | --- |
| Арджеш                     |     |     |     | 3–1 |     |     |     |     |     | 2–0 |     | 0–2 |     |     |     |     |
| Ботошані                   | 3–1 |     |     |     |     | 1–1 |     |     |     |     |     |     | 4–0 |     |     |     |
| ЧФР (Клуж-Напока)          | 0–2 | 3–3 |     |     |     |     |     |     |     |     |     |     | 2–1 |     | 2–3 |     |
| Чиксереда                  |     |     |     |     | 2–2 |     |     |     |     |     |     | 0–2 |     |     | 1–2 |     |
| Динамо (Бухарест)          |     | 0–0 |     |     |     |     | 4–3 |     |     |     |     |     |     |     |     | 1–1 |
| Фарул                      |     |     |     |     |     |     |     |     | 2–1 | 3–2 |     |     |     | 0–1 |     |     |
| ФКСБ                       |     |     |     |     |     | 1–2 |     | 1–1 |     |     |     |     | 0–1 |     |     |     |
| Германнштадт               |     |     |     |     |     |     |     |     | 2–2 |     |     |     |     | 2–2 |     |     |
| Металоглобус               |     |     |     |     | 0–1 |     |     |     |     |     | 0–3 |     |     | 1–4 |     |     |
| Оцелул                     |     |     |     |     | 2–1 |     |     |     |     |     | 0–0 | 1–1 |     |     |     |     |
| Петролул                   |     |     |     |     |     |     | 0–1 | 1–1 |     |     |     |     |     |     |     | 1–2 |
| Рапід (Бухарест)           |     | 2–1 | 1–1 |     |     |     | 2–2 |     |     |     |     |     |     |     |     |     |
| Уніря (Слобозія)           |     |     |     | 6–1 |     |     |     |     | 2–1 | 0–0 |     |     |     |     |     |     |
| Університатя (Клуж-Напока) |     |     |     |     |     |     |     |     |     |     | 1–1 |     |     |     |     | 1–1 |
| КС Університатя (Крайова)  | 3–1 |     |     |     |     |     |     | 1–0 |     |     |     |     |     | 2–1 |     |     |
| УТА                        |     |     |     |     |     | 2–1 |     | 1–0 |     |     |     |     |     |     | 3–3 |     |